# Zellinger Mulde
Bei der Zellinger Mulde handelt es sich um eine nach West-Süd-West-Richtung verlaufende Synklinale, die von allen Seiten von Satteln umgeben ist. Sie ist Teil der charakteristischen Sattel-Mulden-Struktur, die die geologische Formation des bayerischen Regierungsbezirks Unterfrankens bildet. Namensgebender Ort ist die Gemeinde Zellingen im Landkreis Main-Spessart.

## Geografie
Die Zellinger Mulde beginnt im Süden am Ausgang des Thüngersheimer Sattels, dessen Verlauf mit der Gemarkungsgrenze Thüngersheim-Zellingen übereinstimmt. Die Zellinger Mulde prägt den nördlichen Teil des Naturraums der Zellingen-Thüngersheimer Talweitung im Mittleren Maintal der Mainfränkischen Platten. Die Mulde geht in einen sanften Anstieg über, der bereits im wenige Kilometer nördlich gelegenen Himmelstadt beginnt, sich allerdings bis Karlstadt-Gambach hinzieht, wodurch wiederum eine Sattelstruktur entsteht. Im Südwesten zieht sich die Mulde bis ins Mainviereck, wo sie bei Lengfurt wieder auf den Fluss stößt.

## Charakteristik
Die Verbiegungen der tektonischen Schichten prägen die Landschaft von Unterfranken und ziehen sich durch das gesamte Gebiet des Mittleren Maintals und der Mainfränkischen Platten. Die Sattel-Mulden-Struktur wird durch das generelle Einfallen der geologischen Formationen um zwei Grad nach Osten charakterisiert. Im Abstand von etwa zehn Kilometern folgt auf eine Mulde wieder ein Sattel bzw. Gewölbe. Jene Geländemerkmale entstanden als Spätwirkung der Alpenaufwölbung nach der Ablagerung des Muschelkalks und werden als flache geologische Wellen beschrieben. Sie gehen auf das variszische Grundgebirge zurück.
Die Mulden der Formation sind von einem Abtauchen der geologischen Schichtpakete geprägt. Anders als bei den Sattelstrukturen sind die geologischen Formationen im Gelände nicht zu erkennen. Die Schichten sind deshalb besonders gut an den Enden der Synklinale nachweisbar. Im Maintal des Mainvierecks werden die Buntsandsteine oberhalb des Wellenkalks vom Talhang angeschnitten und damit sichtbar gemacht. Die hier anstehenden Wellenkalke werden von Zementwerken abgebaut, die sich oberhalb von Rottönen erheben, wie sie beispielsweise in Homburg zu erkennen sind.